# کینتانابوربا
کینتانابوربا (به اسپانیایی: Quintanabureba) یک شهرستان در اسپانیا است.